# Postej

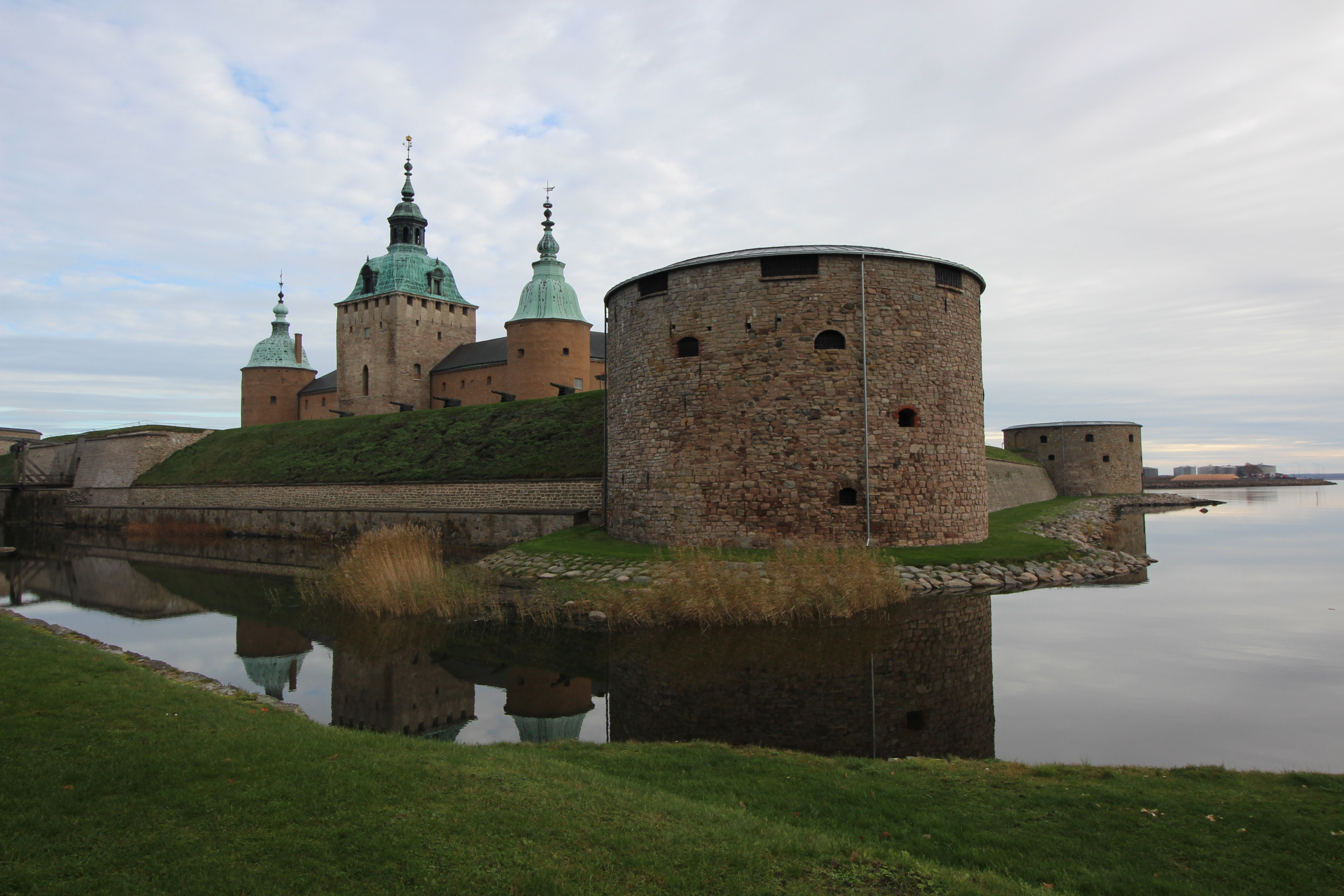
Västra postejen på Kalmar slott.

Postej (även pastej, bastej eller rundel) är en typ av försvarstorn som ursprungligen föreslogs av Albrecht Dürer på 1520-talet.
Postejen är rund eller framåt halvrund och bakåt rätlinjig och rymlig invändigt. Den ersatte det medeltida trånga ringmurstornet. På postejens plattform uppställdes artilleripjäser, och sådana placerades även i lågt liggande kasematter för försvar av vallgraven.

## Sverige
I och med det nya hot som kanonen utgjorde, kom borgarna under 1500-talet att få en något annorlunda utformning än tidigare. Tornen blev lägre och murarna tjockare. Ibland, som på Malmöhus, skyddades huvudbyggnaden av tjocka vallar. Det var även viktigt att öka avståndet mellan försvarare och anfallare, därför breddades vallgravarna. Murfoten och vallgravarna skyddades av rundlar, så kallade bastejer (postejer) och senare av bastioner.
Exempel på postejer i (dagens) Sverige finns på Malmöhus (tillhörde Danmark), Landskrona citadell (Danmark), Kalmar slott, Vadstena slott och Örebro slott. Dessutom fanns postejer bland annat på slottet Tre Kronor i Stockholm, förstört i slottsbranden 1697 och Uppsala gård, sista delarna däribland en av rundlarna rivna i samband med universitetshusets byggnation 1878. Postejer ersattes efterhand av bastioner.

## Galleri

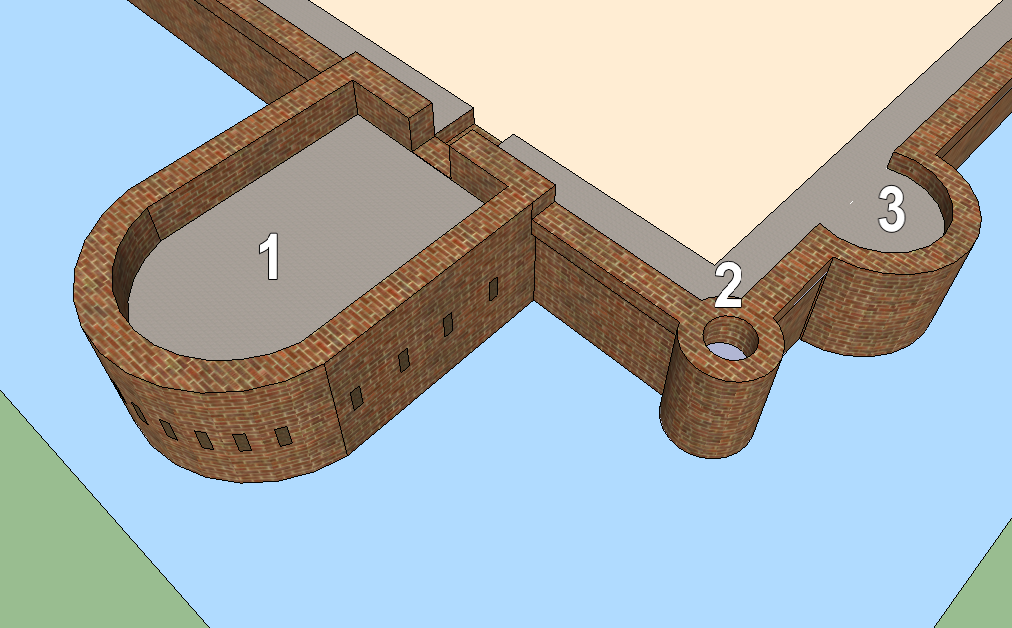
Olika typer av postejer. Nr 2 kallas även rundel.
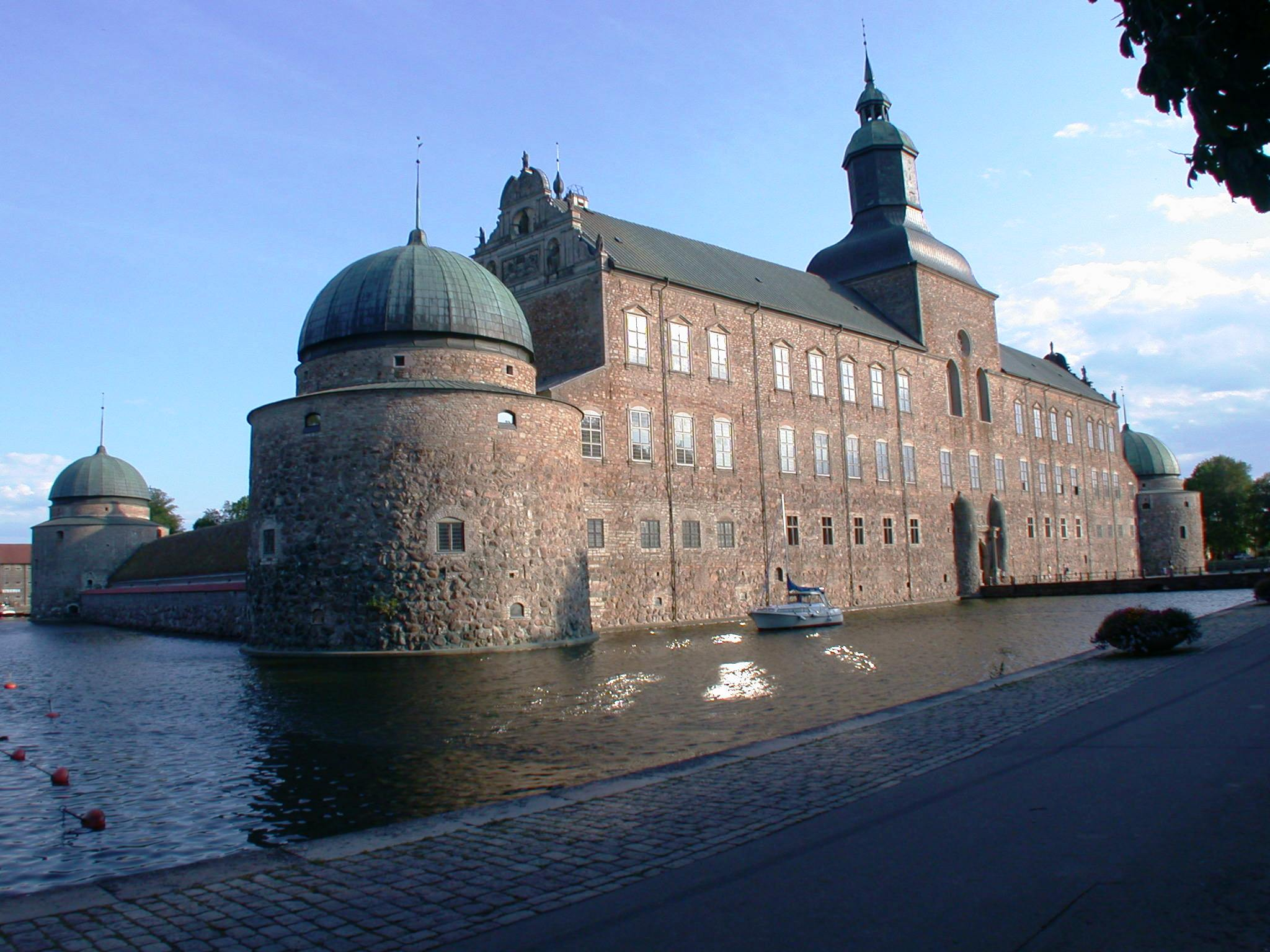
Vadstena slott med postejer. Tornhuvarna har tillkommit senare.
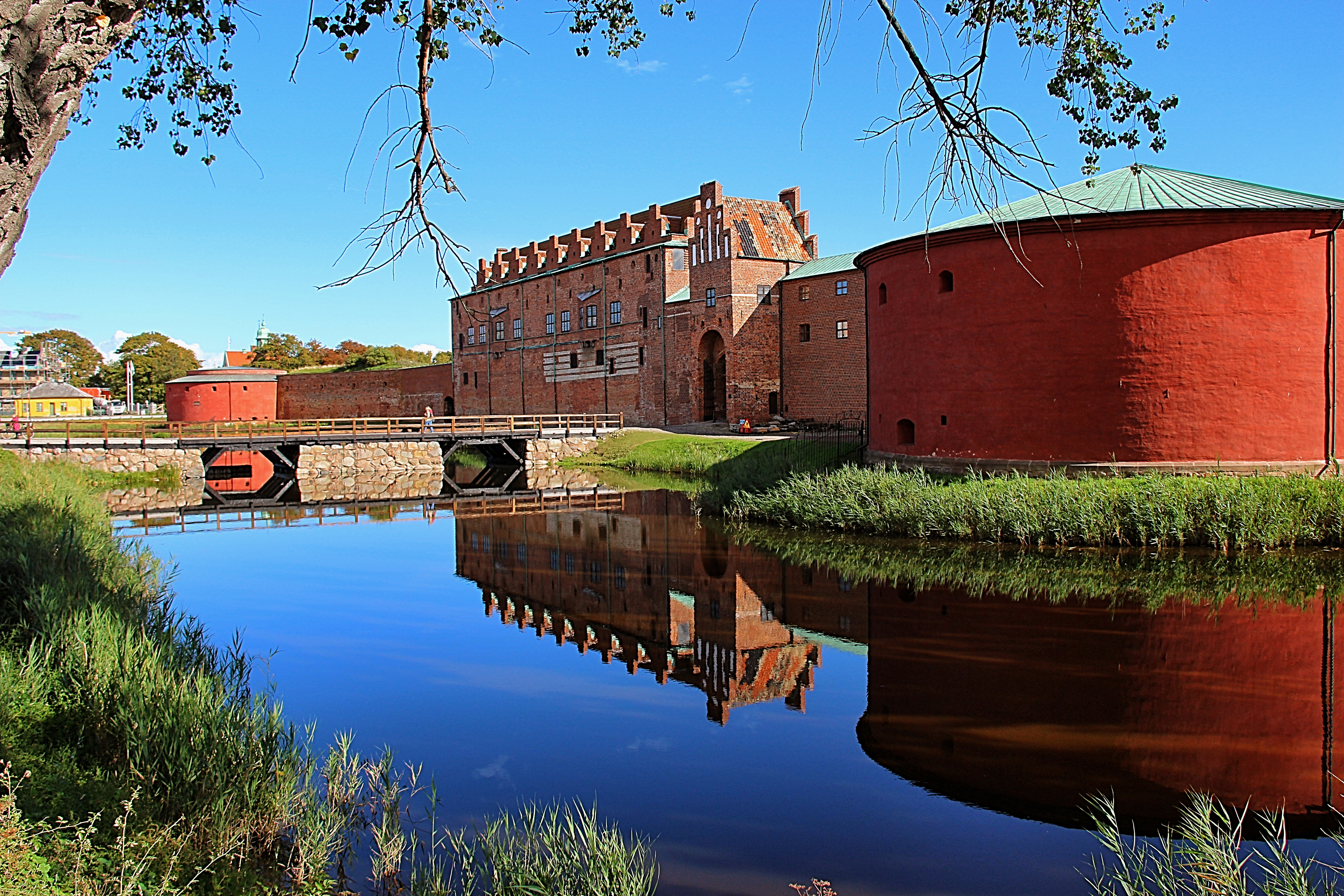
Malmöhus. Med den Nordvästra postejen i förgrunden och den Nordöstra i bakgrunden.
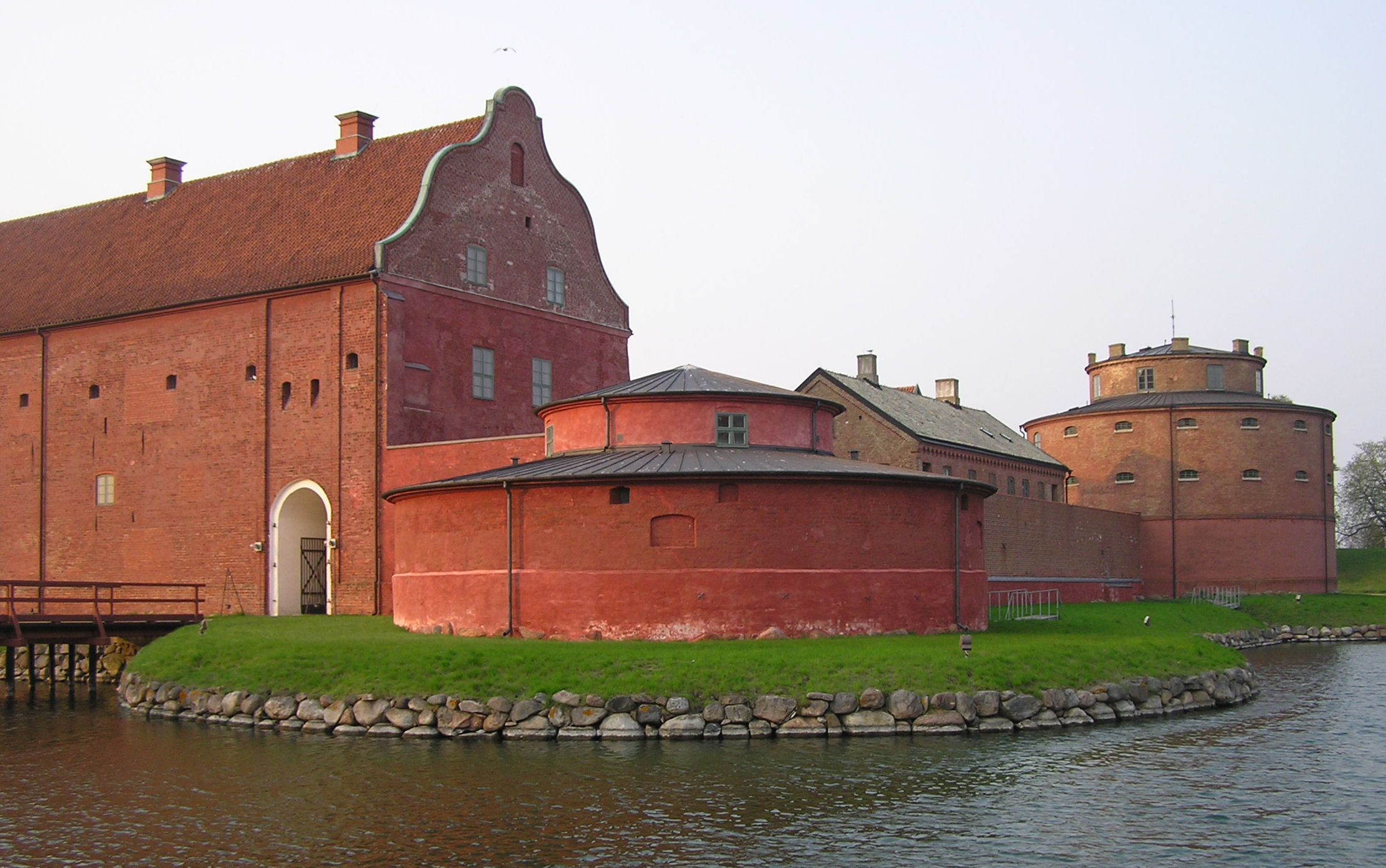
Landskrona citadell. En låg postej.
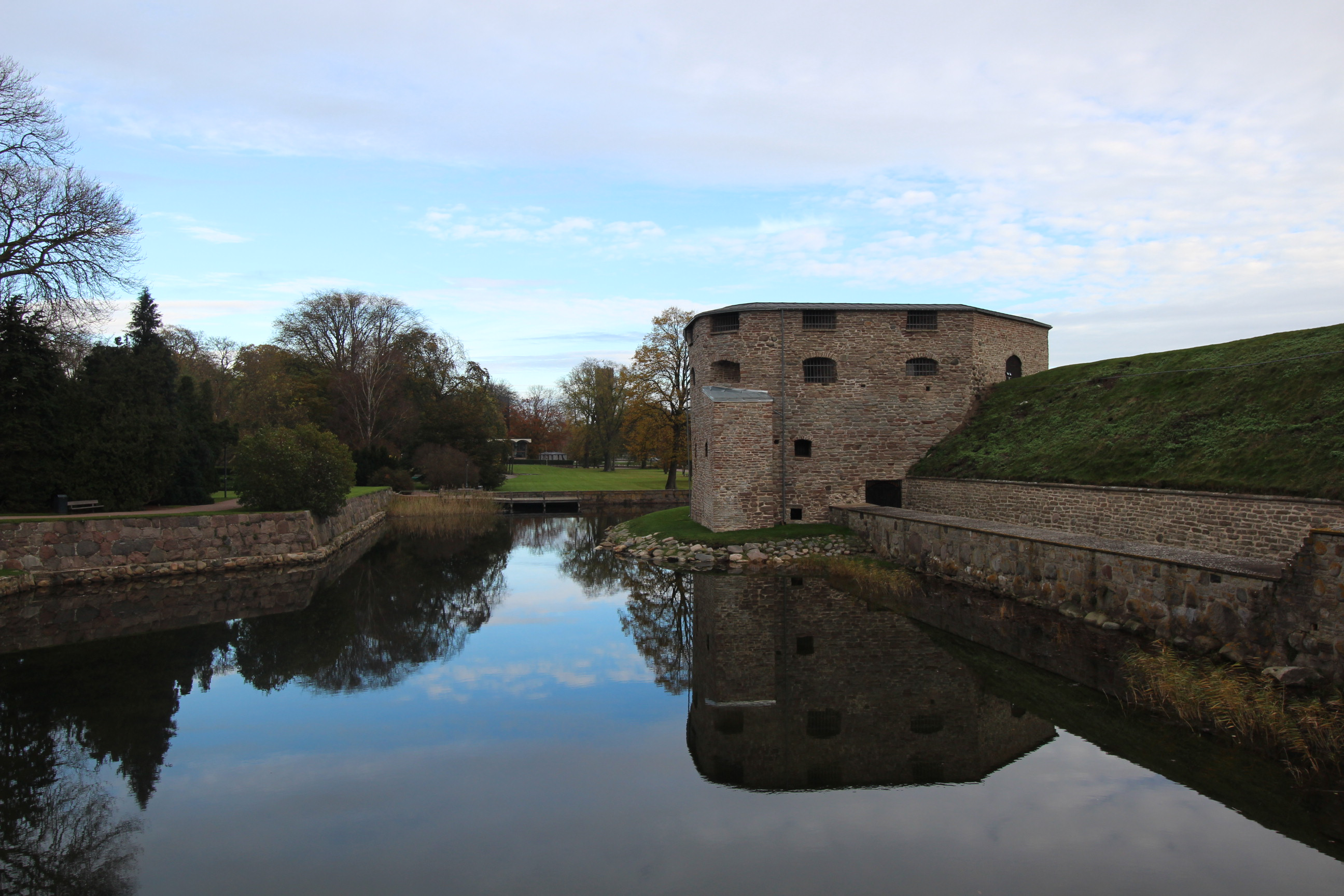
Kalmar slott. Norra postejen.